# Rassemblement social-démocrate
Le Rassemblement social-démocrate, souvent appelé RSD-Gaskiya est un parti politique nigérien fondé en 2004 par Amadou Cheiffou.

## Direction et ligne politique
Le parti est toujours présidé par Amadou Cheiffou et le secrétaire général du parti est Mahamadou Ali Tchémogo. Le parti se réclame de la social-démocratie.

## Historique et résultats aux élections
En janvier 2004, Amadou Cheiffou quitte la Convention démocratique et sociale de Mahamane Ousmane pour fonder le RSD-Gaskiya.
Lors des élections municipales de juillet 2004, le RSD réussit un bon score,. À l'élection présidentielle de novembre 2004, Cheiffou est le candidat du RSD et arrive en quatrième position avec 6,35 % des voix (derrière le président sortant Tanja Mamadou, Mahamadou Issoufou et Mahamane Ousmane). Le RSD refuse de participer à l'Alliance des forces de changement, une coalition formée par l'opposition pour lutter contre le MNSD, et soutient Mamadou au second tour. Le 4 décembre 2004, le RSD obtient 7,1 % des voix lors des législatives, soit 7 des 113 sièges de l'assemblée nationale. Le même jour, le second tour de l'élection présidentielle est remporté par Mamadou.
En mai 2009, le RSD, membre de la coalition gouvernementale, est l'un des rares partis à soutenir le MNSD et le président Tanja dans sa demande de référendum pour que le nombre de mandats du président ne soit plus limité. La situation entraîne un coup d'État en février 2010, puis une nouvelle élection présidentielle en 2011. Cheiffou s'y présente sous les couleurs du RSD et obtient 4,07 % des voix au premier tour. Pour le second tour, le RSD choisit de ne pas soutenir le candidat du MNSD, Seyni Oumarou, mais celui du PNDS, Mahamadou Issoufou, qui remporte l'élection le 12 mars.
Le parti obtient de bons résultats dans la région de Maradi d'où est originaire Amadou Cheiffou.